# Hemyda
Hemyda – rodzaj muchówek z rodziny rączycowatych (Tachinidae).

## Wybrane gatunki
- H. aurata Robineau-Desvoidy, 1830[1]
- H. hertingi Ziegler & Shima, 1996[1]
- H. obscuripennis (Meigen, 1824)[2]
- H. vittata (Meigen, 1824)[2]